# Заріченське сільське поселення (Нерчинський район)
Зарі́ченське сільське поселення (рос. Зареченское сельское поселение) — сільське поселення у складі Нерчинського району Забайкальського краю Росії.
Адміністративний центр — селище Зарічний.

## Історія
Станом на 2002 рік існували Зарічинський сільський округ (селище Зарічний) та Нагорний сільський округ (село Верхній Умикей, селище Нагорний). Пізніше село Верхній Умикей утворило окреме Верхньоумикейське сільське поселення.
2013 року було утворено селище Опитний шляхом виділення зі складу селища Зарічний.

## Населення
Населення сільського поселення становить 1350 осіб (2019; 1458 у 2010, 1546 у 2002).

## Склад
До складу сільського поселення входять:
| Населений пункт  | Населення, осіб (2002) | Населення, осіб (2010) |
| ---------------- | ---------------------- | ---------------------- |
| Зарічний, селище | 995                    | 969                    |
| Нагорний, селище | 551                    | 489                    |
| Опитний, селище  | -                      | -                      |